# Червоно-строката (порода корів)
Червоно-строката — порода корів, виведена у 1998 році з метою отримання великих надоїв. 

## Історія
Порода офіційно зареєстрована у 1998 році. Проте цій події передумвала довга і клопітка робота селекціонерів. З 1977 по 1982 рік проводився відбір особин, які пізніше використувувалися для селекції. Після формування маточного стада корів запліднили спермою червоно-строкатих голштинских биків. Потім народилися телята першого покоління. Вчені вивчили їх генотип, фенотип. 
У 1983-1988 роках селекційна робота тривала. Селекціонери отримали наступні покоління тварин. Всі вони вивчалися дуже пильно, щоб виявити плюси, мінуси схрещування і виключити з подальшої роботи небажаних особин.
З 1989 по 1998 йшла фінальна стадія, протягом якої з усього молодняку відбирали кращих. Ці "обрані" поклали початок династій, які вже належали до нової породі ВРХ — червоно-рябої. Подальше розведення йшло в її рамках. Сьогодні ця дія спрямована в основному на збільшення показників надою. Сьогодні в Росії існують 10 племінних заводів, 1 племінна ферма з розведення червоно-строкатих корів і 7 репродукторів.

## Стандарти породи
- Вага складає  900-1100 кг для чоловічої особини, до 600 кг для — жіночої, до 485 кг — нетель, 36-38 кг — новонароджена теличка, 37-39 кг — новонароджений бичок.
- Висота в загривку — 140-145 (бик) та 132-138 (корова).
- Масть червоно-строката. Можливі незначні коливання від світло-рудого до темно-бурого.
- Шерсть — коротка і кладка.
- Вим'я — чашоподібне з циліндричними сосками. Індекс 42-43%.
- Голова велика, з широким лобом.
- Роги невеликі, білі, кінчики жовто-коричневі, повернені вперед.
- Тулуб компактний, мускулистий, з криво поставленими ребрами.
- Шия подовжена, плоска, з горбом у биків.
- Груди вузькі, глибокі, зі складками. Обхват у корів — до 200 см, у биків — 230-235 см.